# Penicillium granulatum
Penicillium granulatum är en svampart som beskrevs av Bainier 1905. Penicillium granulatum ingår i släktet Penicillium och familjen Trichocomaceae.   Inga underarter finns listade i Catalogue of Life.